# Natalia Ospina
Natalia Ospina Arango (Bogotá, 7 de marzo de 1970) es una libretista de televisión. Sus obras más conocidas son "De pies a Cabeza", "Tiempos Difíciles" " Perro Amor" y "El Joe, la leyenda". Su compañero de escritura habitual es el barranquillero Andrés Salgado, juntos se han encargado de escribir producciones de impacto nacional e internacional.

## Biografía
Ospina es Comunicadora Social con énfasis en Televisión Educativa de la Pontificia Universidad Javeriana, de la que se graduó en 1994. Ospina entró a formar parte del Taller Creativo de Cenpro televisión coordinado por la productora Juana Uribe, junto a un grupo de nuevos talentos de la escritura televisiva en Colombia como Nubia Barreto, Gilma Peña, Jairo Chaparro, Paúl Rodríguez, Ana María Londoño, Diego Arbeláez y Andrés Salgado quien fue su compañero de libretos en series como "De pies a cabeza" y la telenovela "Perro Amor", dirigida por Sergio Osorio y con la cual, Ospina ganó su primer Tv y Novelas y el Premio Simón Bolívar al mejor libretista en 1998.

### Trayectoria
En 1998 escribió para Cenpro TV y junto a Andrés Salgado, la telenovela Perro amor.  La serie cosechó varios premios y fue la más importante de Iberoamérica en el año 1999.
En 2001 junto a Andrés Salgado, escribió para Caracol Televisión, la telenovela "Amor a mil" dirigida por Harold Trompetero y Sergio Osorio.  Esta fue la última producción en la que escribió un personaje para el Culebro Casanova.
En 2009 escribió junto a Astrid Ramírez, Juan Carlos Flechas y Leila Faccini Amor, mentiras y video para Fox Telecolombia.
En 2011 junto a Andrés Salgado, escribió para RCN la exitosa "El Joe, la leyenda", basado en la vida del exitoso cantante y compositor cartagenero, Joe Arroyo con la cual ganó un nuevo India Catalina al mejor libreto.  La telenovela estuvo nominada a casi todas las categorías y se convirtió en una de las más ganadoras de la historia de los premios. La telenovela no estuvo absuelta de polémicas: En 2011, el periodista Mauricio Silva Guzmán, demandó a RCN alegando que Ospina, Salgado y el presidente del canal Gabriel Reyes, violaron sus derechos de autor.  Según Silva, la serie tenía contenido similar al que escribió en su libro 'El centurión de la noche'.
En 2015 Ospina escribió junto a Camila Bruges la telenovela Secretos del paraíso.  Esta fue una nueva versión de La maldición del paraíso de 1993.  La telenovela cosechó una nominación a mejor libretos en los premios TVyNovelas.

## Filmografía
| Año  | Producción                      | Rol                                                                 |
| ---- | ------------------------------- | ------------------------------------------------------------------- |
| 1993 | De pies a Cabeza                | Libretista y Argumentista                                           |
| 1995 | Tiempos difíciles               | Cocreadora y libretista                                             |
| 1998 | Perro amor                      | Cocreador y Libretista                                              |
| 2001 | Amor a mil                      | Libretista                                                          |
| 2009 | Amor, mentiras y video          | Libretista (con Astrid Ramírez, Juan Carlos Flechas, Leila Faccini) |
| 2011 | El Joe, la leyenda              | Cocreador y Libretista                                              |
| 2015 | Secretos del paraíso            | Libretista (junto a Camila Bruges)                                  |
| 2018 | Cimarrona: La fuerza del perdón | Libretista (junto a Jairo Estrada)                                  |
| 2019 | Peruco                          | Libretista (junto a Jairo Estrada)                                  |
| 2019 | Una idea redonda                | Libretista (junto a Jairo Estrada y Andrés Galeano)                 |

## Premios y nominaciones

### Premios India Catalina
| Año  | Categoría                   | Telenovela o Serie | Resultado |
| ---- | --------------------------- | ------------------ | --------- |
| 2012 | Mejor libreto de telenovela | El Joe, la leyenda | Ganador   |

### Premios TvyNovelas
| Año  | Categoría                   | Telenovela o Serie   | Resultado |
| ---- | --------------------------- | -------------------- | --------- |
| 2015 | Mejor libreto de telenovela | Secretos del paraíso | Nominado  |
| 1999 | Mejor libreto de telenovela | Perro amor           | Ganador   |

### Premios Simón Bolívar
| Año  | Categoría        | Telenovela o Serie | Resultado |
| ---- | ---------------- | ------------------ | --------- |
| 1999 | Mejor libretista | Perro amor         | Ganador   |